# Jean Pelloutier
Jean Pelloutier (* ca. 1663 in Lyon; † 1698 in Leipzig) war ein hugenottischer Kaufmann und Vater des Theologen Simon Pelloutier.

## Familie
Sein Vater war der aus Lyon stammende Kaufmann Simon Pelloutier (1605–1683).
Seine Vorfahren entstammten einer angesehenen Kaufmannsfamilie aus Jausiers in Südfrankreich, die ursprünglich der waldensischen Glaubensrichtung angehörte. Sie hatte schon seit zwei Jahrhunderten in Jausiers gewohnt und ihren Glauben bewahrt und dafür ihr Vermögen aufgeopfert. Als 1623 das Gebiet von Frankreich an das Haus Savoyen abgetreten wurde, wurde die Bevölkerung vor die Wahl gestellt, entweder die Religion zu ändern oder auszuwandern. Der Vater Simon Pelloutier wanderte deshalb ohne Hab und Gut, begleitet von seinem Sohn Jean und mit der Bibel unter dem Arm, nach Lyon aus.

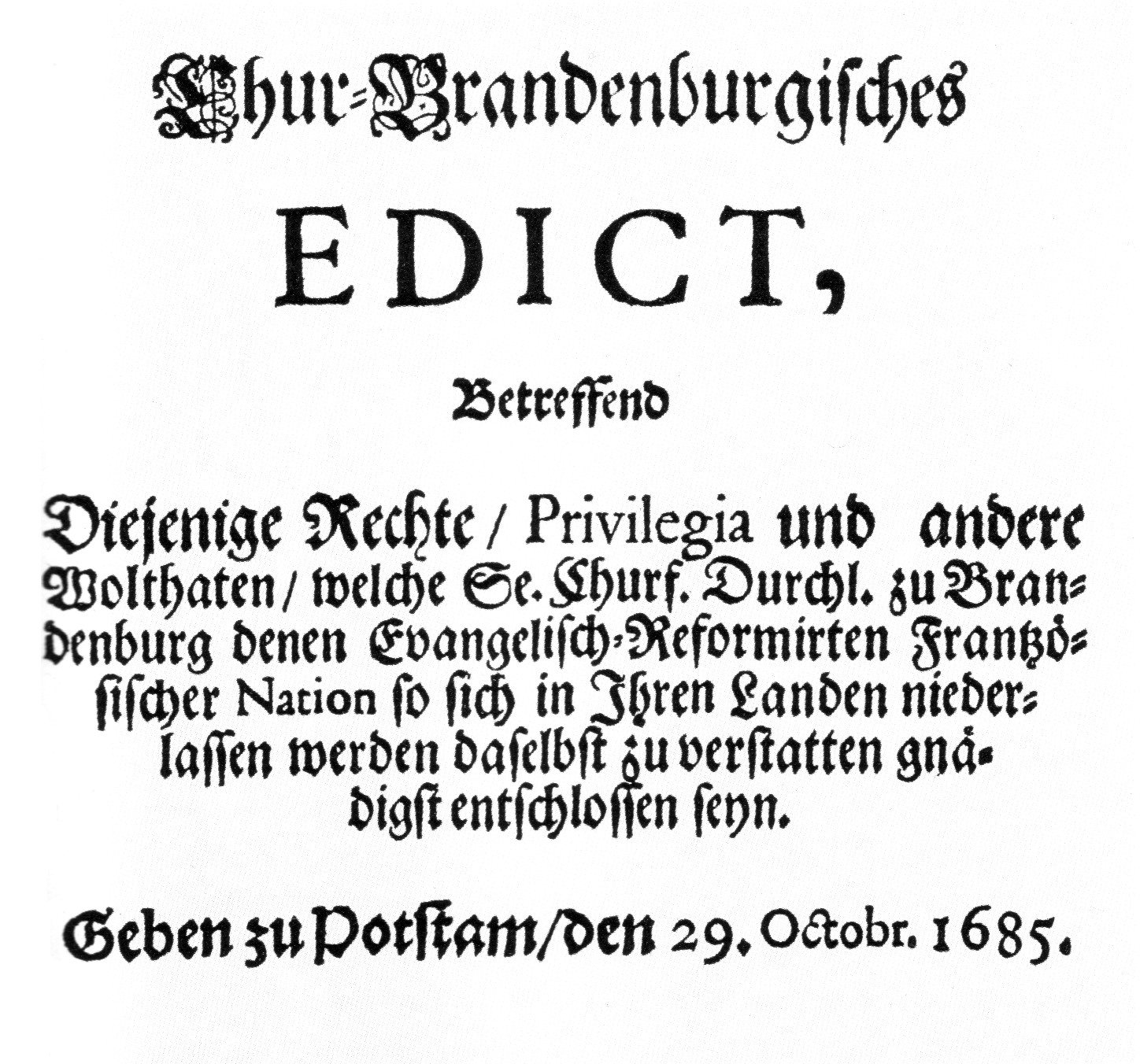
Das Edikt von Potsdam von 1685, Titelseite

Da Jean Pelloutier die Vorboten sah, dass das Edikt von Nantes aufgehoben würde und die Reformierten nicht mehr lange in Frankreich geduldet würden, konnte er sich nicht entschließen, in Frankreich selbst als Kaufmann tätig zu werden. Er wanderte 1685 nach Leipzig aus, bevor am 18. Oktober 1685 König Ludwig XIV. das Edikt von Nantes durch das Edikt von Fontainebleau widerrief. Damit wurden die französischen Protestanten aller religiösen und bürgerlichen Rechte beraubt. Innerhalb weniger Monate flohen Hunderttausende vor allem in die calvinistischen Gebiete der Niederlande, die calvinistischen Kantone der Schweiz und nach Preußen, nachdem das Edikt von Potsdam erlassen war, das den Hugenotten Freiheiten und Unterstützung gewährte. 
In Leipzig gehörte Pelloutier zu den ersten Refugies, die als Kaufleute tätig waren. Es wird vermutet, dass er bereits im Jahr 1685 nach Leipzig gekommen ist. Jedenfalls war er bereits 1689 als Kaufmann etabliert, da er in einem Gerichtsverfahren wegen etwaiger, damals verbotenen Geschäfte mit Frankreich vernommen wurde. Nachher muss er mit Philipp Dumont) als Kompagnon verbunden gewesen sein, da in einem weiteren Verfahren im Jahre 1693 die Firma Pelloutier und Dumont beteiligt war.
Jean Pelloutier heiratete etwa 1691 Françoise Claparède (Clapareste), die Tochter eines reichen Hamburger Kaufmanns Claparède, der aus dem Languedoc stammte. Aus der Ehe entstammten Simon Pelloutier und Jean-Barthélémy Pelloutier, der spätere Schwiegervater des Nikolaus von Béguelin, Erzieher des preußischen Thronfolgers und späteren Königs Friedrich Wilhelm II sowie Direktor der Philosophischen Klasse der Königlich-Preußischen Akademie der Wissenschaften in Berlin. Jean starb im Jahre 1698, sodass seine Ehefrau allein für die Erziehung sorgen musste.

## Rechtsstreit Pelloutier vs. Magalon
Obwohl Jean Pelloutier früh verstorben ist, ist er durch einen Rechtsstreit in die Rechtsgeschichte eingegangen.
Nach der Behauptung des französischen Adeligen Jean de Magalon aus Grenoble, ebenfalls Anhänger des reformierten Glaubens, der nach Genf ausgewandert war, soll Jean Pelloutier zwanzigjährig am 23. August 1683 auf sechs Jahre mit seinem Bruder Isaac Pelloutier und dessen Geschäftspartner Stolzembauer zu Lyon einen Societäts-Vertrag geschlossen haben. Angesichts der elenden Lage der reformierten Menschen in Frankreich, die schon damals verfolgt wurden, konnte Jean Pelloutier sich nicht entschließen, in das Geschäft als Partner einzutreten. Obwohl er weder mündlich noch schriftlich eine Erklärung abgegeben hatte, betrachteten ihn sein älterer Bruder Isaac und Stolzembauer als stillen Gesellschafter ihres Handelsgeschäfts. Sie gingen Verbindlichkeiten auch in seinem Namen ein. Als sie schließlich bankrottgingen, wurde Jean Pelloutier in Anspruch genommen. Inzwischen aber war er aber in die brandenburgisch-preußischen Staaten ausgewandert, brandenburgischer Untertan geworden und schließlich nach Leipzig übergesiedelt.
Es handelte sich nicht um eine Bagatellsache. Es ging um einen Streitwert von 10.000 Thalern. Es war zu entscheiden, ob in Frankreich vor 1685 eingegangene Verpflichtungen einen nach Deutschland ausgewanderten Hugenotten banden. Nach französischem Recht sei er bürgerlich tot und damit nicht mehr existent.
König Ludwig XIV. hatte verboten, den ausgewanderten Hugenotten irgendein Gut auszuhändigen. Jede Art von Rechtsverkehr mit ihnen war verboten.
Als Jean Pelloutier sich 1691 in Hamburg mit Françoise, der Tochter des reichen Kaufmanns Clapparede, verlobt hatte, meldete Magalon 22.000 Livres Forderungen gegen Jean Pelloutier bei dem Schwiegervater Clapparede an und ließ die Aussteuer beschlagnahmen. Da weder Jean Pelloutier noch der Hamburger Clapparede das Geld bezahlen wollten, musste nunmehr das Gericht bestimmt werden, das über den Rechtsstreit zu entscheiden hatte. Pelloutier erklärte sich bereit, die geforderte Summe zu zahlen, sobald Schiedsrichter urteilen würden, dass er sie schuldig sei. Magalon ging nicht auf den Vorschlag von Pelloutier ein, beliebige unparteiische Schiedsrichter in Hamburg, in Amsterdam, in London, in Leipzig oder in Berlin, oder sonst in irgendeiner Stadt zu wählen. Er zog es vor, nach Berlin zu kommen. Dort aber wies er auch alle vorgeschlagenen Schiedsrichter zurück. Da verklagte ihn Jean Pelloutier vor dem ordentlichen französischen Gericht des Königs in Berlin. Auch diese ordentlichen Richter wurden von Magalon zurückgewiesen. Endlich wählte Magalon eine beträchtliche Anzahl von Personen aus und erbat sich diese vom Kurfürsten als Richter. Und der Kurfürst ernannte einige von den Vorgeschlagenen, um so den Streit zu Ende zu führen. Es waren der frühere Advokat und Geheime Rat Georg von Berchem (1639–1701), der Historiker und brandenburgische Legationsrat Isaac de Larrey (1638–1719) und der Oberjustizrat Jean Jacques de Rozel de Beaumont. Die Berliner Kommissare, die der reformierten Kirche angehörten, mussten nun aber nach den Regeln des französischen Rechts erkennen. Sie handelten nach folgendem Grundsatz: Denn das öffentliche Recht fordert, dass in welchem Lande auch sich die Parteien befinden und vor welchen Gerichtshöfen sie stehen mögen, über die Kraft und Tüchtigkeit der Handlungen nach den Gesetzen des Landes erkannt werden muss, in welchem sie begangen worden sind. Um so mehr muss das beobachtet werden zwischen Franzosen, denen Se. Kurf. Durchl. (seine kurfürstliche Durchlaucht) Richter ihrer Nation gesetzt hat, um nach ihrer Weise und ihrem Brauch gerichtet zu werden.
Nach dem französischen Gesetz war der Flüchtling bürgerlich tot mit dem Tage seiner Abreise. Seine Güter verfielen dem französischen Staat. Pelloutier argumentierte, wenn der Flüchtling aber als besitzlos und erwerbsunfähig gelte, konnte er sich also nicht mehr verpflichten, noch auch verpflichtet werden. Noch viel weniger konnte er die verpflichten, welche sich außerhalb des Reiches befanden.
Weiterhin galt in Kurbrandenburg der Grundsatz, dass vor der Auswanderung aus Frankreich entstandene Schulden in den brandenburgisch-preußischen Staaten keine Kraft hätten.
Der Rechtsstreit beschäftigte auch das Reichskammergericht in Wetzlar.
Der Prozess zog sich in die Länge, scheint aber zu Gunsten des Jean Pelloutier entschieden worden zu sein.
Die Prozessakten sind teilweise veröffentlicht und digitalisiert:
- Inventaire De Production, Pour Jean Pelloutier, Marchand François Refugié, Defendeur, Contre Le Sieur Jean Magalon, Aussi François Refugié, Demandeur, Berlin 1692, digital

- Refutation De ce que Sieur Jean Pelloutier Marchand de Leipsig Deffendeur, a opposé à la Replique De Noble Jean Magalon Seigneur De la Riviere, faisant tant pour lui, que pour noble Daniel Magalon Seigneur De Rousset son frere Demandeur, digital

- Repliques Que donne pardevant vous Messieurs les Commissaires nommés par Sa Serenité Electorale, pour juger le differend d'entre les Parties: Noble Jean Magalon, Seigneur de la Riviere, tant en son nom, que de noble Daniel Magalon, Seigneur de Rousset son frere, Demandeurs. Contre le Sieur Jean Pelloutier, Marchand à Leipzig, Defendeur : Pour servir de contredits à l'Inventaire de Production donné par ledit Defendeur, 1692, digital

- Suite Du Dernier Factum De Noble Jean Magalon, Seigneur de la Riviere, tant en son Nom, que de Noble Daniel Magalon Seigneur de Rousset son frere, Demandeurs, Servant de Reponse aux deux Continuations de Factum du Sieur Jean Pelloutier Marchand François, habitant a Leipzig, Defendeur, 1693, digital